# 馬利 (伊利諾伊州)
馬利（英語：Marley）是位於美國伊利諾伊州威爾縣的一個非建制地區。該地的面積和人口皆未知。

## 地理
馬利的座標為41°32′55″N 87°55′32″W / 41.54861°N 87.92556°W，而該地的平均海拔高度為211米（即692英尺）。